# Закључани
Закључани (енгл. Locked Down) је амерички романтично-хумористички криминалистички филм из 2021. редитеља Дага Лајмана и писца Стивена Најта. Главне улоге тумаче Ен Хатавеј и Чуетел Еџиофор, са споредним улогама које чине Стивен Мерчант, Минди Калинг, Луси Бојнтон, Марк Гетис, Клас Банг, Бен Стилер и Бен Кингсли.
Филм Закључани прати пар који планира да изврши пљачку златаре. Филм је у потпуности написан, финансиран и снимљен током пандемије ковида 19. Објављен је 14. јануара 2021. на стриминг услузи HBO Max у Сједињеним Државама и добио је помешан пријем критичара. Објављен је 5. фебруара 2021. на стриминг услузи HBO Go у Србији.

## Радња
Пакстон и Линда су незадовољни брачни пар који живи у Лондону усред блокаде пандемије ковида 19. Пакстон може да запосли само као возач доставног возила због хапшења пре десет година и узнемирен је како је испао његов живот.
Због затварања продавница, на располагању је ограничена количина возача за испоруке велике вредности, па Пакстонов шеф посеже за њим и тражи да за њега да иде под лажним идентитетом. Линда, која је извршна директорка модног предузећа, има задатак да рашчисти инвентар у оближњој робној кући Harrods. Пар ускоро схвата да се њихов распоред испоруке у продавници преклапа, а Пакстон не би прошао безбедносни контролни пункт који је Линда поставила.
Линда открива да се у трезору у робној кући Harrods налази дијамант вредан три милиона фунти који је продат анонимном купцу, а продавница чува дупликат на лицу места. Она и Пакстон слажу се да ће узети прави дијамант за себе и послати лажни купцу у Њујорку, делећи продају између себе и Националне здравствене службе.
Када су стигли до продавнице, Линда и Пакстон преузимају дијамант и замењују га с лажним. Међутим, са њима се суочава Доналд, бивши Линдин сарадник којег је отпустила почетком недеље, који је позвао полицију након што је сазнао за Пакстонов лажни идентитет. Она му открива њихов план, а он пристаје да лаже за њих.
Пакстон и Линда, који су првобитно планирали да оду одвојеним путевима, одлучују да преиспитају своју везу након што се закључавање ковида 19 продужи за још две недеље.

## Улоге
| Глумац         | Улога        |
| -------------- | ------------ |
| Ен Хатавеј     | Линда        |
| Чуетел Еџиофор | Пакстон      |
| Стивен Мерчант | Мајкл Морган |
| Минди Калинг   | Кејт         |
| Луси Бојнтон   | Шарлот       |
| Дули Хил       | Дејвид       |
| Џазмин Сајмон  | Марија       |
| Бен Стилер     | Соломон      |
| Бен Кингсли    | Малколм      |
| Марк Гетис     | Доналд       |
| Клас Банг      | Есијен       |
| Сем Спруел     | Мартин       |
| Френсис Рафел  | Бирди        |
| Кети Лијанг    | Наташа       |